# Historic Hotels Worldwide
 (mai 2021).
Si vous disposez d'ouvrages ou d'articles de référence ou si vous connaissez des sites web de qualité traitant du thème abordé ici, merci de compléter l'article en donnant les références utiles à sa vérifiabilité et en les liant à la section « Notes et références ».
Historic Hotels Worldwide est un programme rassemblant près de 300 hôtels à caractère historique à travers le monde. Il a été créé en s'inspirant du programme du National Trust for Historic Preservation américain appelé Historic Hotels of America et fondé en 1989.

## Exemples

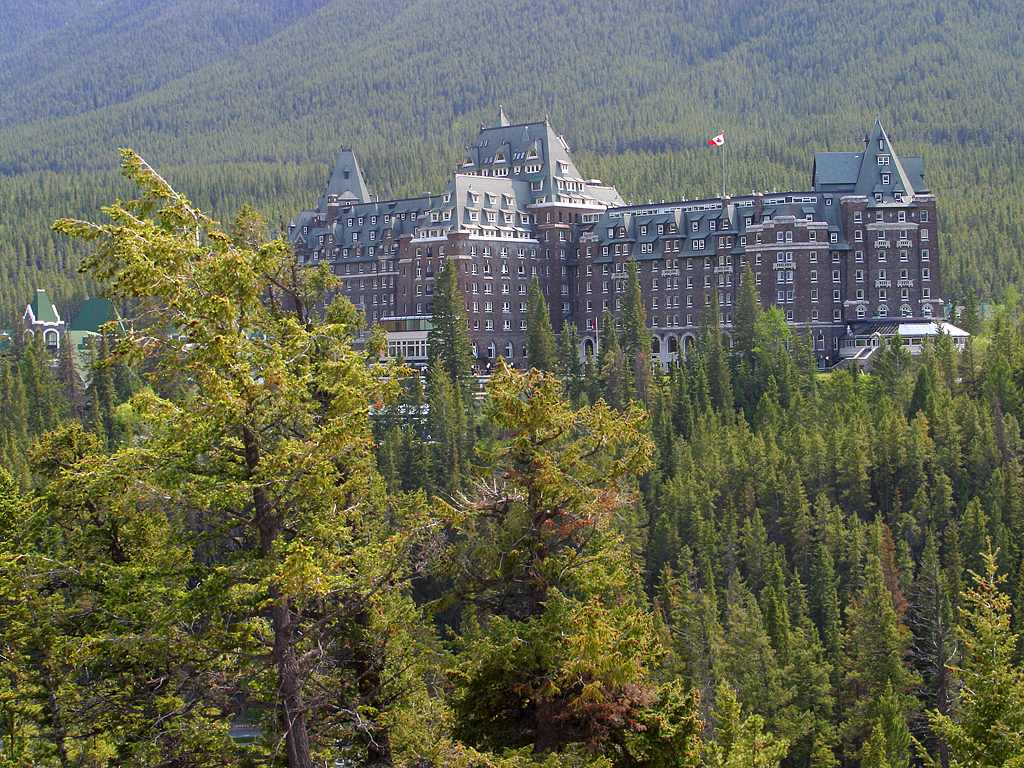
L'hôtel Fairmont Banff Springs, (  Alberta,  Canada )
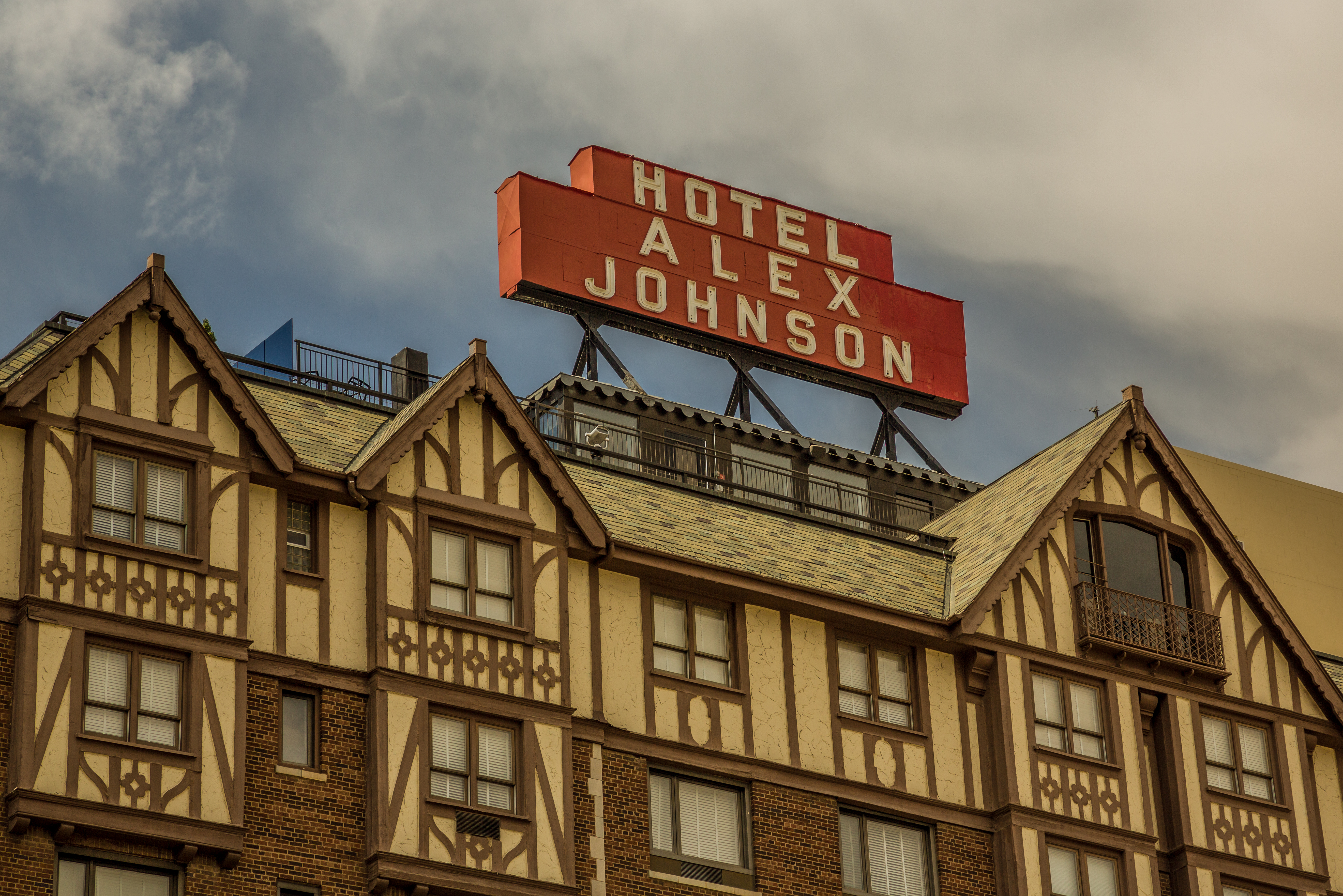
L'hôtel Alex Johnson à Rapid City (  Dakota du Sud,  États-Unis )
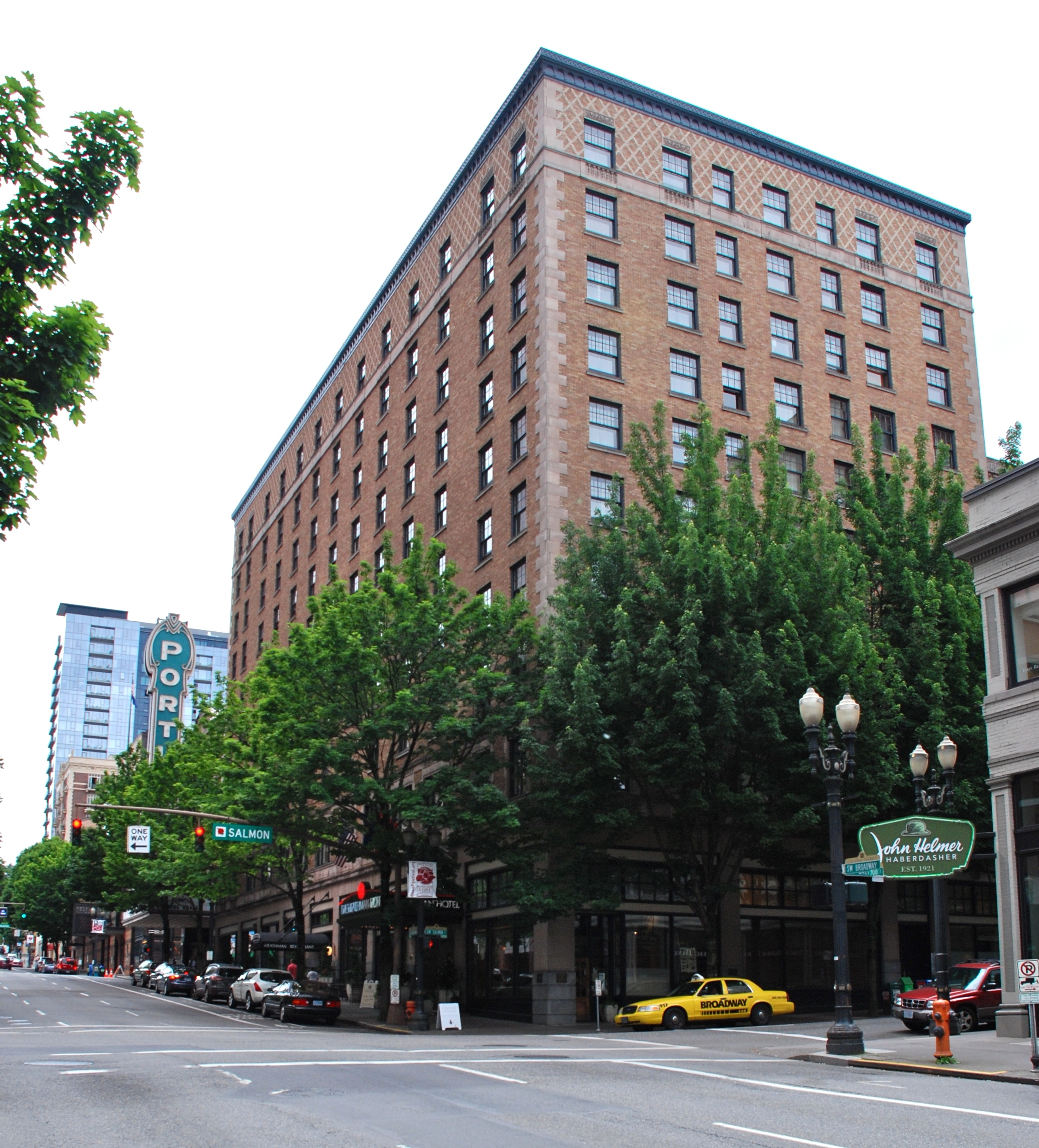
L'hôtel Heathman à Portland (  Oregon,  États-Unis )
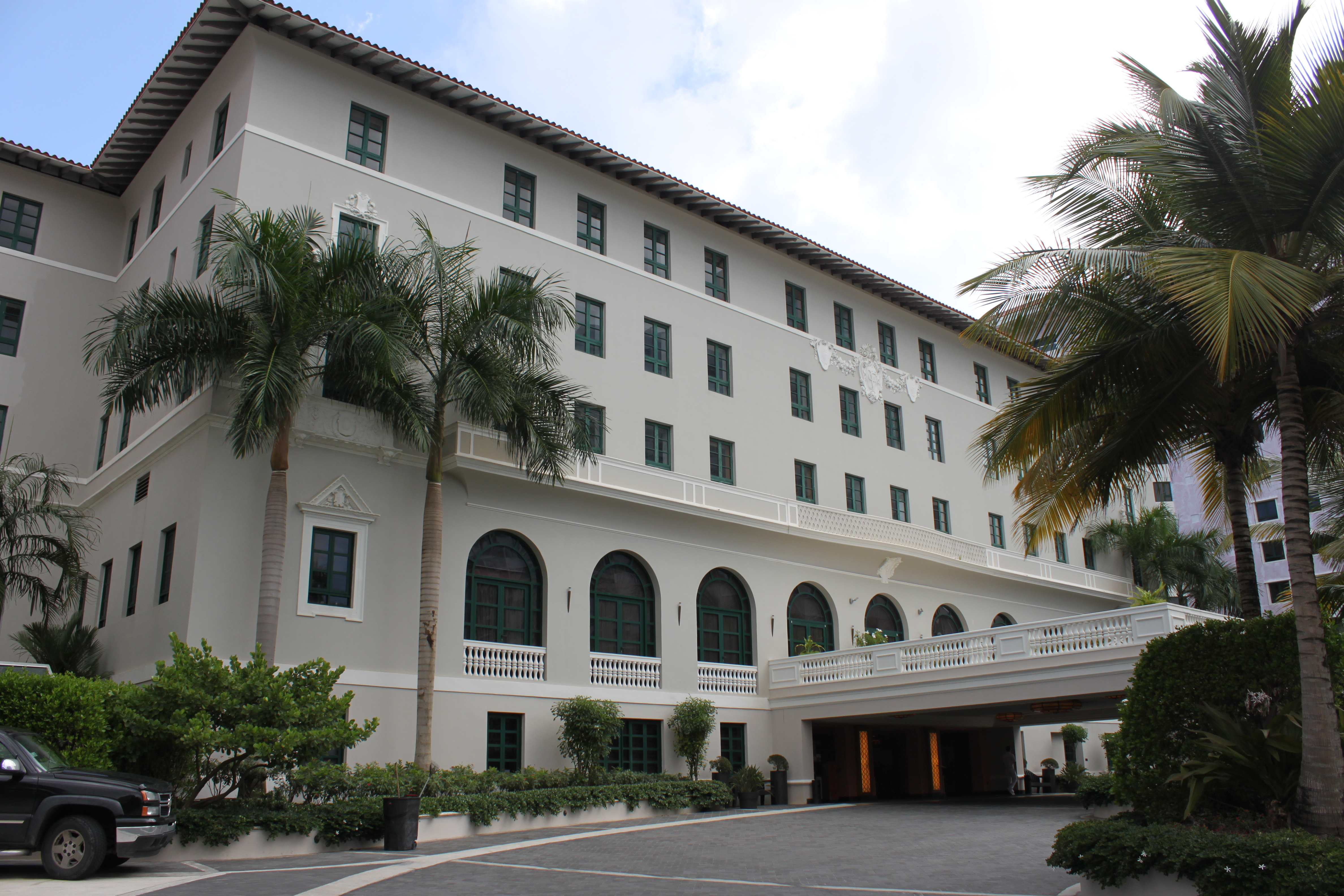
Le Condado Vanderbilt Hotel à San Juan (  Porto Rico,  États-Unis )
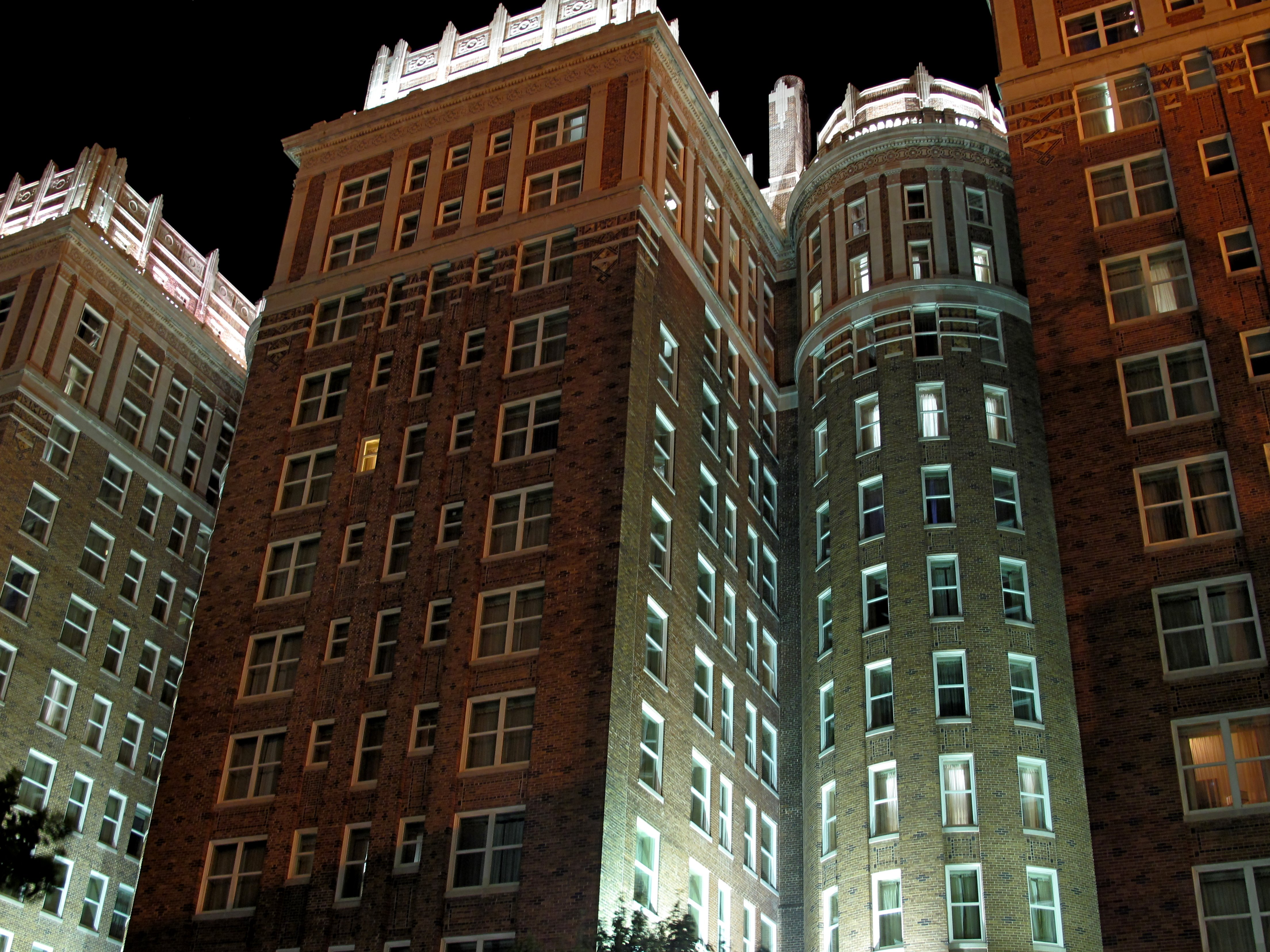
Le Skirvin Hilton à  Oklahoma City (  Oklahoma,  États-Unis )
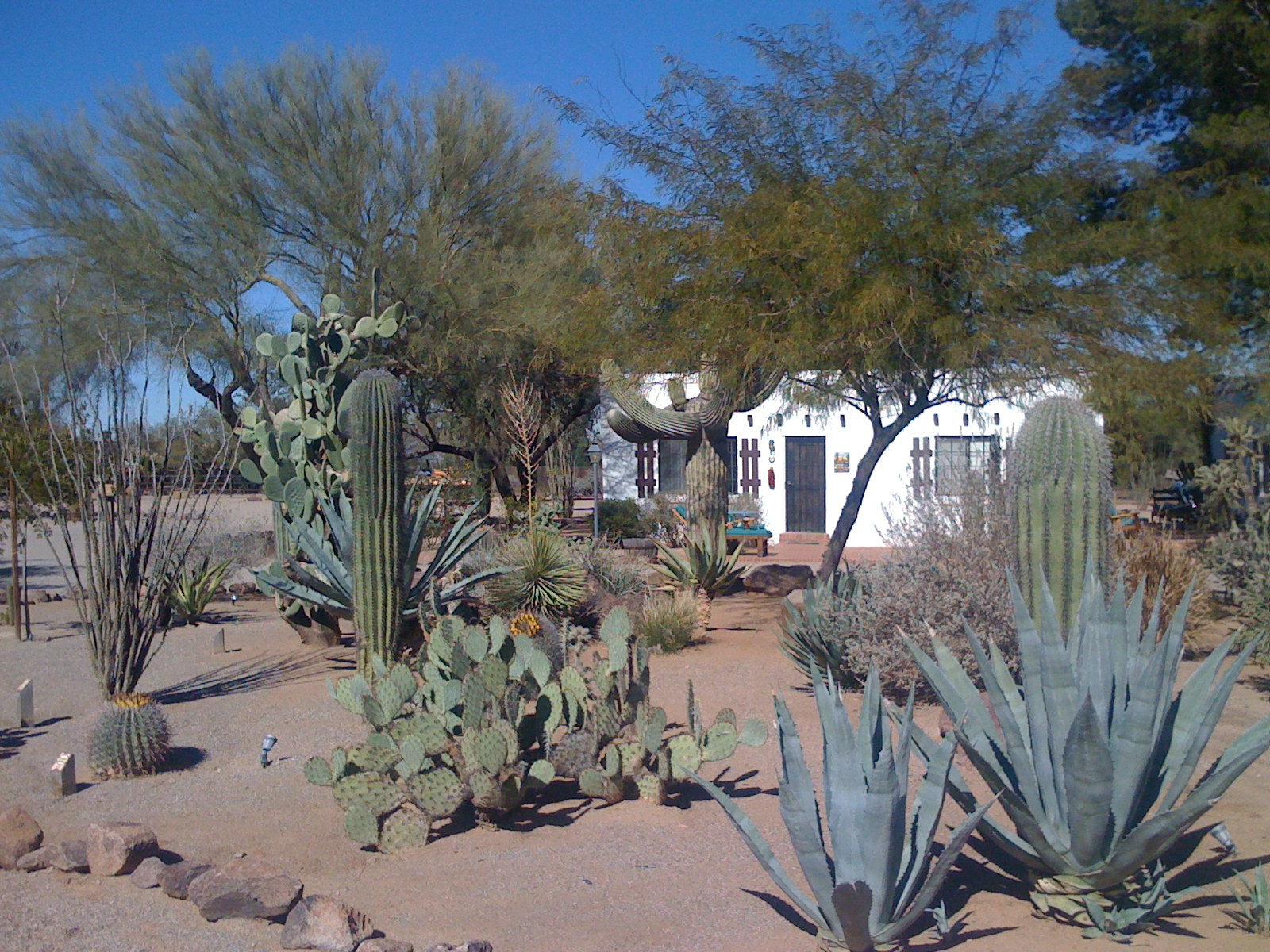
Le White Stallion Ranch à Tucson (  Arizona,  États-Unis )
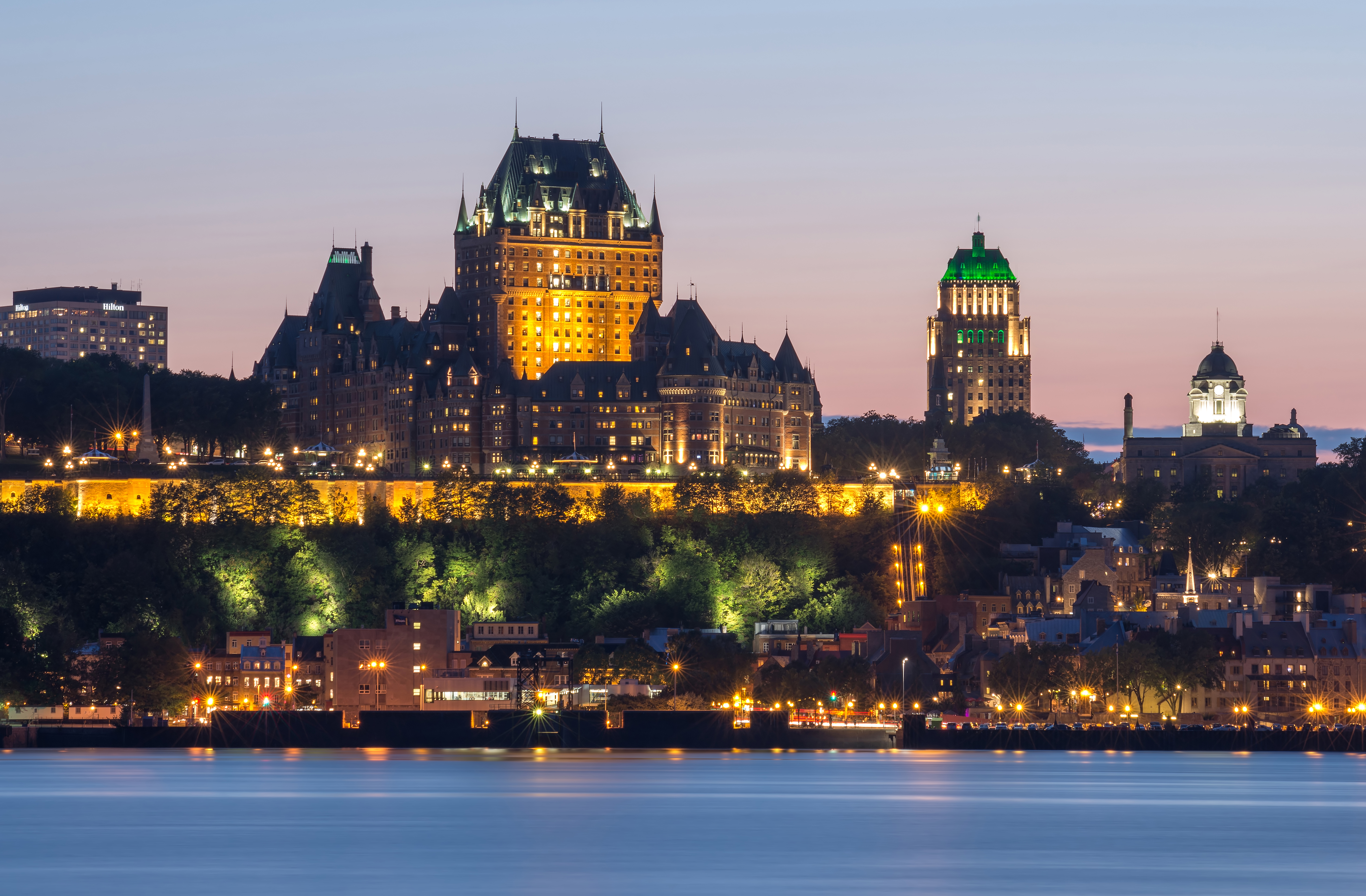
Le Fairmont Château Frontenac à Québec (  Québec,  Canada )